# ファミリー (1983年の映画)
『ファミリー』（Who Will Love My Children?）は1983年のアメリカ合衆国のテレビ映画。

## 解説
両親の病気のため子供たちを里子に出すことを迫られたある家族の物語で、実話を基に製作された。
米国ではABCでテレビ映画として放送され、日本では劇場公開された。日本での劇場公開時のキャッチコピーは、「ハンカチは2枚用意してください。」

## ストーリー
1952年。アイヴァンとルシルのフレイ夫妻に、10人目の赤ちゃんが生まれた。
しかしその矢先、ルシルが身体の痛みを訴え、検査の結果、乳ガンであることが判明する。
子供たちをそのままにして死んでゆけないと思ったルシルは子供たちを育ててくれる里親を見つけ、一人また一人と子供たちを送り出していくが…。

## キャスト
| 役名               | 俳優                     | 日本語吹き替え | 日本語吹き替え |
| 役名               | 俳優                     | ソフト版       | テレビ版       |
| ------------------ | ------------------------ | -------------- | -------------- |
| ルシル・フレイ     | アン＝マーグレット       | 沢田敏子       | 吉田理保子     |
| アイヴァン・フレイ | フレデリック・フォレスト | 小林勝彦       | 池田勝         |
| ジョアン・フレイ   | ハリー・トッド           |                | 折笠愛         |

- ソフト版：1986年にポニーキャニオンから発売されたVHSに収録。品番V138F9656
- テレビ版：放送日1990年7月7日 テレビ朝日『ウィークエンドシアター』

## スタッフ
- 監督：ジョン・アーマン
- 製作：ポーラ・レヴェンバック、ウェンディ・リッチー
- 脚本：マイケル・ボートマン
- 撮影：トーマス・デル・ルース
- 音楽：ローレンス・ローゼンタール
- 美術：ジェームズ・ハルシー
- 提供：ABCサークル・フィルムズ

## 受賞
1983年度エミー賞
演出監督賞ミニシリーズ/テレビ映画部門 — ジョン・アーマン
ノミネート
プライムタイム・エミー賞 作品賞 (テレビ映画部門)
メイクアップ賞  — Zoltan Elek、モンティ・ウェスト モア 
劇中曲賞ミニシリーズ/テレビ映画/スペシャル番組部門(Dramatic Underscore) — ローレンス・ローゼンタール
Outstanding Drama Special— ポーラ・レヴェンバック、ウェンディ・リッチー
編集賞 ミニシリーズ/テレビ映画/スペシャル番組部門　— ジェラルド・L・ルドウィグ
音響編集賞ミニシリーズ/テレビ映画/スペシャル番組部門　 — Michael Hilkene, Rusty Tinsley, Bill Jackson, Joseph A. Mayer, Jill Taggart, Ben Wong
主演女優賞 ミニシリーズ/テレビ映画部門　— アン＝マーグレット
脚本賞ミニシリーズ/テレビ映画/スペシャル番組部門　 — マイケル・ボートマン
1984 全米映画編集者協会賞
Best Edited Television Special —ジェラルド・L・ルドウィグ
1984 全米監督協会賞
テレビドラマスペシャル賞 — ジョン・アーマン (ノミネート)
1984年度ゴールデングローブ賞
女優賞（ミニシリーズ・テレビ映画部門）  — アン＝マーグレット
ノミネート
作品賞（ミニシリーズ・テレビ映画部門）